# Imre Mathesz
Imre Mathesz, né le 25 mars 1937 à Budapest en Hongrie, et décédé le 6 décembre 2010 à Mernye d'un accident de la route, est un joueur de football international hongrois, qui évoluait au poste de milieu de terrain, avant de devenir ensuite entraîneur.

## Biographie

### Carrière de joueur

#### Carrière en club
Avec le club du Vasas SC, il remporte quatre championnats de Hongrie et trois Coupes Mitropa.
Avec cette même équipe, il joue 13 matchs en Coupe d'Europe des clubs champions. Lors de cette compétition, il inscrit un but en novembre 1967 contre le club islandais du Valur Reykjavik, à l'occasion des huitièmes de finale.
Il dispute un total de 264 matchs en première division hongroise, inscrivant 27 buts. Il réalise sa meilleure performance lors de la saison 1961-1962, où il inscrit 6 buts.

#### Carrière en sélection
Avec l'équipe de Hongrie, il joue 12 matchs, sans inscrire de but, entre 1964 et 1967. 
Il reçoit sa première sélection en équipe nationale le 25 octobre 1964 contre la Yougoslavie et sa dernière le 29 octobre 1967 contre l'Allemagne de l'Est.
Il figure notamment dans le groupe des sélectionnés lors de la Coupe du monde de 1966. Lors du mondial organisé en Angleterre, il joue deux matchs : contre le Brésil et la Bulgarie.

### Carrière d'entraîneur
Il dirige les joueurs du Diósgyőri VTK, puis ceux du Kaposvári Rákóczi.

## Palmarès
Vasas SC
- Championnat de Hongrie (4) :
  - Champion : 1960-61, 1961-62, 1965 et 1966.

- Coupe Mitropa (3) :
  - Vainqueur : 1960, 1962 et 1965.
  - Finaliste : 1963.